# La Princesse du Nebraska
Pour plus de détails, voir Fiche technique et Distribution.
La Princesse du Nebraska (The Princess of Nebraska) est un film américain de Wayne Wang sorti en 2008. 

## Synopsis
Une jeune immigrée chinoise, qui étudie dans le Nebraska, s'aperçoit lors de vacances en Chine qu'elle est enceinte. Elle se rend alors à San Francisco pour un avortement.

## Fiche technique
- Titre : La Princesse du Nebraska
- Titre original : The Princess of Nebraska
- Réalisation : Wayne Wang
- Scénario : Michael Ray, adapté de la nouvelle éponyme de Yiyun Li
- Direction artistique :
- Photographie : Richard Wong
- Montage : Deirdre Slevin
- Musique : Kent Sparling
- Production : Yuki Kito, Donald Young
- Producteurs exécutifs : Yasushi Kotani, Taizon Son et Stephen Gong
- Société de production : Center for Asian American Media
- Pays d'origine :   États-Unis
- Langues originales : anglais et mandarin
- Format : Couleurs (Technicolor) - 2,35:1 (Panavision) - Son Dolby numérique
- Genre : drame
- Durée : 77 minutes
- Dates de sortie :
  - États-Unis : 2 septembre 2007 (Festival de Telluride)
  - France et Belgique : 30 juillet 2008
- Tous publics

## Distribution
- Li Ling : Sasha
- Patrick Binaisa : James
- Brian Danforth : Boshen
- Minghua Tan : May
- Jason W. Wong : Alvin

## Autour du film
Wayne Wang n'ayant pas épuisé les fonds qui lui ont servi à réaliser Un millier d'années de bonnes prières, il décida d'adapter une nouvelle de Yiyun Li, et le résultat en fut ce film.